# Lady Hardmon
LeJuana Anjanette Hardmon, coniugata Grooms, detta Lady (Raleigh, 12 settembre 1970), è un'ex cestista e allenatrice di pallacanestro statunitense, professionista nella WNBA.

## Carriera
Con gli Stati Uniti ha disputato le Universiadi di Buffalo 1993.